# Оснабрюк
Оснабрю́к (нем. Osnabrück, н.-нем. Ossenbrügge) — город земельного подчинения в Германии, третий по величине город в земле Нижняя Саксония. В городе расположены университет, высшая техническая школа и католическое епископство.
Ближайшие крупные города: Билефельд (ок. 43 км на юго-восток), Мюнстер (ок. 44 км на юго-запад), Ольденбург (ок. 95 км на север), Бремен (ок. 103 км на северо-восток), Ганновер (ок. 114 км на восток), а также нидерландский город Энсхеде (ок. 78 км на запад).

## История
В 9 году нашей эры под Оснабрюком древними германцами были разбиты 10-15 тысяч римских легионеров (Битва в Тевтобургском Лесу).
Оснабрюк возник как рынок вокруг епископства, основанного Карлом Великим в 780 году. Первый кафедральный собор святого Петра был основан в 785 году, нынешний — памятник романо-готической архитектуры XII века.
В 1348 году был написан первый известный городской уклад.
В 1648 году в Оснабрюке и Мюнстере был заключен Вестфальский мир.
В 1811 году эти земли были аннексированы Французской империей, и Оснабрюк некоторое время был административным центром департамента Верхний Эмс.
Во время Второй мировой войны город 79 раз подвергался бомбардировкам союзников. Было разрушено 65 % зданий, а в центральной части даже 94 %.
| Год  | Население |
| ---- | --------- |
| 1990 | 161 317   |
| 1995 | 168 050   |
| 2000 | 164 539   |
| 2005 | 164 489   |
| 2010 | 163 514   |

## Инфраструктура и экономика

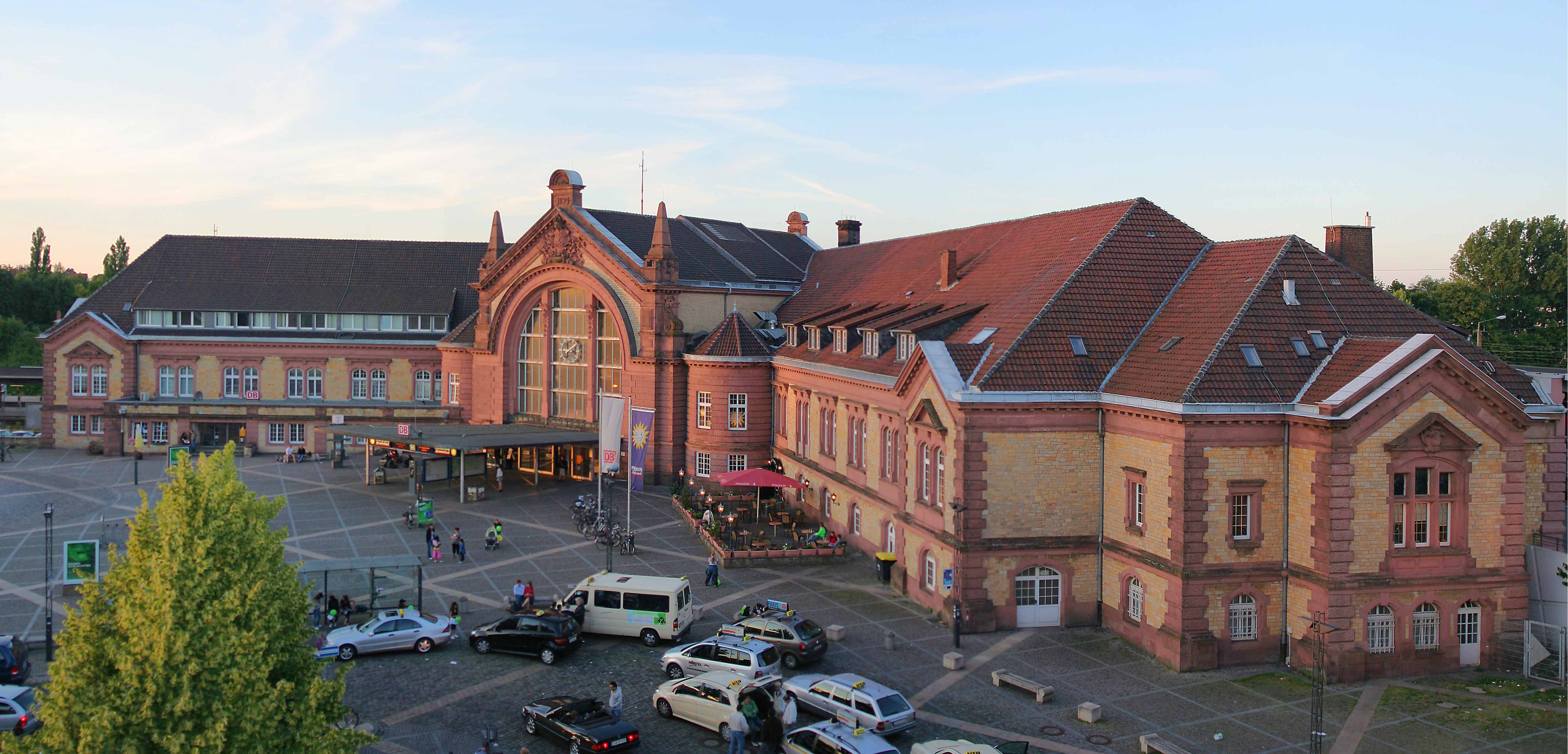
Главный железнодорожный вокзал

Оснабрюк является важным железнодорожным узлом. Здесь пересекаются линии Гамбург — Бремен — Рурская область и Амстердам — Ганновер — Берлин. Через Оснабрюк проходят несколько автобанов: A1 (Путтгарден — Саарбрюкен), A30 (Бад-Эйнхаузен — Амстердам) и A33 (Оснабрюк — Падерборн), автодорога B68, а также дороги B51 и B65 в его восточной части.
В 35 километрах от города находится международный аэропорт Мюнстер-Оснабрюк (IATA: FMO).

## Высшее образование
Действует университет (около 12000 студентов) и институт.

## Здравоохранение
- Klinikum Osnabrück GmbH (в том числе и частная клиника онкологии и хирургии суставов)
- Paracelsus-Klinik Osnabrück
- Marienhospital Osnabrück, часть концерна Niels-Stensen-Kliniken.
- Christliches Kinderhospital Osnabrück
- Kinderhospital Osnabrück
- AMEOS Klinikum Osnabrück

в регионе Оснабрюка:
- Klinikum Osnabrücker Land GmbH
- Klinikum Ibbenbüren

## Разное
В Оснабрюке родился немецкий писатель Эрих Мария Ремарк. Именно в этом городе происходило действие ряда произведений Ремарка (таких как «Время жить и время умирать» и «Чёрный обелиск», а также частично в романе «Ночь в Лиссабоне»). В произведениях Ремарка Оснабрюк называется Верденом либо Верденбрюком.
Уроженец города Карл Фортлаге (1806—1881), философ и психолог.
В Оснабрюке родился федеральный канцлер Германии Олаф Шольц.

## Города-побратимы
- Анже (фр. Angers), Франция
- Афула (ивр. עֲפוּלָה‎, араб. العفولة‎), Израиль
- Бишкек, Кыргызстан
- Вила-Реал (порт. Vila Real), Португалия
- Гмюнд (нем. Gmünd), Австрия
- Грайфсвальд (нем. Greifswald), Германия
- Дерби (англ. Derby), Великобритания
- Кванмён (кор. 광명시, 光明市), Южная Корея
- Тверь, Россия
- Ульяновск, Россия
- Хаарлем (нидерл. Haarlem), Нидерланды
- Хэфэй (кит. 合肥), Китай
- Чанаккале (тур. Çanakkale), Турция
- Эвансвилл (англ. Evansville), шт. Индиана, США